# Isobel Elsom
Isobel Elsom, nata Isobel Jeannette Reed (Cambridge, 16 marzo 1893 – Los Angeles, 12 gennaio 1981), è stata un'attrice inglese.

## Biografia
Iniziò la sua carriera di attrice in teatro, diventando uno dei nomi più noti della scena inglese. Il suo nome apparve per trent'anni anche nel cartellone degli spettacoli di Broadway. Incontrò il suo primo marito, il regista Maurice Elvey, su un set cinematografico. Nella sua lunga carriera, Isobel Elsom girò un centinaio di pellicole, passando poi a lavorare in televisione.
Morì al Motion Picture Country Home, la casa di ricovero per gli attori di Woodland Hills, il 12 gennaio 1981. Le sue ceneri vennero sparse in mare, nell'Oceano Pacifico.

## Filmografia

### Cinema
- A Prehistoric Love Story, regia di Leedham Bantock (1915)
- Milestones, regia di Thomas Bentley (1916)
- The Way of an Eagle, regia di G.B. Samuelson (1918)
- Tinker, Tailor, Soldier, Sailor, regia di Rex Wilson (1918)
- God Bless Our Red, White and Blue, regia di Rex Wilson (1918)
- The Man Who Won, regia di Rex Wilson (1918)
- Onward Christian Soldiers, regia di Rex Wilson (1918)
- The Elder Miss Blossom, regia di Percy Nash (1919)
- Quinneys, regia di Herbert Brenon, Maurice Elvey e Rex Wilson (1919)
- Hope, regia di Rex Wilson (1919)
- Linked by Fate, regia di Albert Ward (1919)
- Edge o' Beyond, regia di Fred W. Durrant (1919)
- A Member of Tattersall's, regia di Albert Ward (1919)
- Aunt Rachel, regia di Albert Ward (1920)
- Nance, regia di Albert Ward (1920)
- For Her Father's Sake, regia di Alexander Butler (1921)
- A Debt of Honour, regia di Maurice Elvey (1922)
- Dick Turpin's Ride to York, regia di Maurice Elvey (1922)
- The Game of Life, regia di G.B. Samuelson (1922)
- Mrs. Thompson, regia di Rex Wilson (1923)
- The Harbour Lights, regia di Tom Terriss (1923)
- The Sign of Four, regia di Maurice Elvey (1923)
- The Wandering Jew, regia di Maurice Elvey (1923)
- The Love Story of Aliette Brunton, regia di Maurice Elvey (1924)
- Who Is the Man?, regia di Walter Summers (1924)
- The Last Witness, regia di Fred Paul (1925)
- Le Réveil, regia di Jacques de Baroncelli (1925)
- The Tower of London, regia di Maurice Elvey (1926)
- Glamis Castle, regia di Maurice Elvey (1926)
- Tragödie einer Ehe, regia di Maurice Elvey (1927)
- Dance Magic, regia di Victor Halperin (1927)
- The Other Woman, regia di G.B. Samuelson (1931)
- Tenebre (Ladies in Retirement), regia di Charles Vidor (1941)
- Sette ragazze innamorate (Seven Sweethearts), regia di Frank Borzage (1942)
- Non sei mai stata così bella (You Were Never Lovelier), regia William A. Seiter (1942)
- Tra due mondi (Between Two Worlds), regia di Edward A. Blatt (1944)
- Il fantasma (The Unseen), regia di Lewis Allen (1945)
- Schiavo d'amore (Of Human Bondage), regia di Edmund Goulding (1946)
- Monsieur Verdoux, regia di Charlie Chaplin (1947)
- Il caso Paradine (The Paradine Case), regia di Alfred Hitchcock (1947)
- Brama di vivere (Lust for Life), regia di Vincente Minnelli (1956)
- Il balio asciutto (Rock-a-Bye Baby), regia di Frank Tashlin (1958)
- My Fair Lady, regia di George Cukor (1964)

### Televisione
- The Doctor – serie TV, episodio 1x26 (1953)
- Climax! – serie TV, episodio 3x06 (1956)
- General Electric Theater – serie TV, episodio 7x06 (1958)
- David Niven Show (The David Niven Show) – serie TV, episodio 1x02 (1959)
- Bourbon Street Beat – serie TV, episodi 1x01-1x14 (1959-1960)
- Scacco matto (Checkmate) – serie TV, episodio 1x06 (1960)
- Hawaiian Eye – serie TV, episodi 2x27-3x37 (1961-1962)
- L'ora di Hitchcock (The Alfred Hitchcock Hour) – serie TV, episodio 1x06 (1962)
- Follow the Sun – serie TV, episodio 1x30 (1962)

## Teatro
- The Ghost Train, di Arnold Ridley (Broadway, 25 agosto 1926)
- The Mulberry Bush, di Edward Knoblauch (Broadway, 26 ottobre 1927)
- People Don't Do Such Things, di Lyon Mearson e Edgar M. Schoenberg (Broadway, 23 novembre 1927)
- The Silver Box, di John Galsworthy (Broadway, 17 gennaio 1928)
- The Behavior of Mrs. Crane, di Harry Segall (Broadway, 20 marzo 1928)
- The Outsider, di Dorothy Brandon (Broadway, 9 aprile 1928)
- American Landscape, di Elmer Rice (Broadway, 3 dicembre 1938)
- Ladies in Retirement, di Reginald Denham e Edward Percy (Broadway, 26 marzo 1940)
- The Flowers of Virtue, di Marc Connelly (Broadway, 5 febbraio 1942)
- Hand in Glove, di Charles K. Freeman e Gerald Savory (Broadway, 4 dicembre 1944)
- The Innocents, di William Archibald (Broadway, 1º febbraio 1950)
- The Curious Savage, di John Patrick (Broadway, 24 ottobre 1950)
- Romeo and Juliet, di William Shakespeare (Broadway, 10 marzo 1951)
- The Climate of Eden, di Moss Hart (Broadway, 13 novembre 1952)
- The Burning Glass, di Charles Morgan (Broadway, 4 marzo 1954)
- Hide and Seek, di Stanley Mann e Roger MacDougall (Broadway, 2 aprile 1957)
- The First Gentleman, di Norman Ginsbury (Broadway, 25 aprile 1957)

## Doppiatrici italiane
- Giovanna Scotto ne Le bianche scogliere di Dover, Non sei mai stata così bella (riedizione)[1], L'amore è una cosa meravigliosa, 23 passi dal delitto, Il mattatore di Hollywood
- Franca Dominici ne Il fantasma e la signora Muir, Dove vai sono guai!, My Fair Lady, Mentre Adamo dorme
- Mimosa Favi ne Il caso Paradine, Désirée, Brama di vivere
- Lydia Simoneschi ne Il forte delle amazzoni, Vento di tempesta
- Wanda Tettoni ne Il balio asciutto, Le tre donne di Casanova (riedizione)
- Marcella Rovena ne La sfinge del male
- Lia Orlandini in Monsieur Verdoux
- Lola Braccini ne La seconda signora Carroll
- Tina Lattanzi ne I segreti di Filadelfia
- Daniela Gatti in Monsieur Verdoux (ridoppiaggio)